# Aldonza Villalobos Manrique
Aldonza Villalobos Manrique (Santo Domingo, 1520–Madrid, 1575) fue gobernadora de la isla Margarita durante gran parte del siglo XVI. Está considerada la primera gobernadora del Nuevo Mundo.

## Trayectoria
Sus padres eran Isabel Manrique y Marcelo Villalobos que había llegado a La Española en 1512 para ocupar el cargo de Oidor y Juez de apelación de la Real Audiencia. Hacia 1520, la Corona le concedió poder conquistar y colonizar la isla Margarita y le concedió también su gobierno en 1525. Además se le otorgaba poder designar sucesor en el cargo. Esto hizo que fuera el primero de una dinastía de gobernantes que crearon una estructura política en la isla. Una de las cláusulas de la capitulación era la posibilidad de detentar el poder en la isla sin necesidad de estar presentes en ella, ya que podían nombrar Tenientes de Gobernador. El cumplimiento del objetivo principal era el poblamiento.
Al morir Villalobos en 1526, su heredera legítima era su hija, menor de edad, lo que provocó que fuera Isabel Manrique la que actuara como regente desde 1527 hasta 1534. En este año se les quitó la jurisdicción lo que causó que Aldonza Villalobos reclamara sus derechos sobre la isla. En 1535 se casó con el capitán Pedro Ortiz de Sandoval, quien había acompañado a Pizarro en la Conquista del Perú. Interpusieron juntos un pleito en el Consejo de Indias contra la decisión de apartarles del gobierno y consiguieron recuperarlo, la sentencia definitiva fue emitida en 1541.
El 30 de junio de 1542 Aldonza Villalobos tomó posesión del cargo de gobernadora que mantuvo hasta su muerte. Sin embargo, no hay constancia de que visitara nunca la isla. Bajo su mandato la economía estaba empezando a ser próspera. En 1545 residían en la isla unas 24 familias y alrededor de 40 hombres solteros más los indígenas waikeríes, pero esta población aumentó en las décadas posteriores, gracias sobre todo, a su explotación y comercialización.
A la muerte de su marido, que se produjo sin llegar a tomar posesión de su cargo de gobernador, mantuvo el título de gobernadora hasta que casó a su única hija, Marcela Ortiz de Sandoval con Juan Gómez de Villandrado y el matrimonio se trasladó a Isla Margarita para gobernar en nombre de Villalobos. Él fue designado por su suegra Teniente de Gobernador de la Provincia de Margarita pero en 1561 fue asesinado por Lope de Aguirre. En 1565 Aldonza marchó a España con su hija y sus nietos para solicitar al Consejo de Indias que la gobernación de la Isla pasara a uno de sus nietos: Juan Sarmiento de Villandrado lo que aceptó Felipe II.
Aldonza Villalobos murió en Madrid en 1575 dejando como heredero a su nieto. Al ser este menor de edad, fue regente su padrastro. El gobierno de los Villalobos concluyó cuando Juan Sarmiento murió en la defensa de la isla frente a los piratas, pasando ya a la Corona.